# Krybende potentil
Krybende potentil (Potentilla reptans) er en krybende op til 25 cm høj urt, der i Danmark vokser f.eks. på enge og i vejkanter. Den ligner gåsepotentil, men bladene har kun fem til syv småblade og er uden sølvglinsende behåring på undersiden.

## Beskrivelse
Krybende potentil er en flerårig urt med en krybende vækst. Da planten danner lange, overjordiske udløbere, kan den brede sig tæppeagtigt på et egnet voksested. Stænglerne er gulgrønne og runde i tværsnit. Bladene er spredtstillede, men danner ofte en grundstillet roset. De er 5-7-fingrede med småblade, der er ovale med groft takket rand. Oversiden er mørkegrøn, mat og hårløs, mens undersiden er lysegrøn.
Blomstringen sker i juni-august, hvor man finder blomsterne siddende enligt og endestillet på oprette skud. De er regelmæssige og femtallige med smørgule kronblade. Frugterne er sammensatte af små nødder.
Rodnettet er kraftigt med en dybtgående pælerod og talrige siderødder. De overjordiske udløbere danner nye planter fra skudspidsen.
Højde x bredde og årlig tilvækst: 0,25 x 0,25 m (25 x 25 cm/år), heri dog ikke medregnet nye planter fra udløberne.

## Voksested
I Danmark vokser krybende potentil almindeligt i Østjylland og på Øerne i vejkanter, på enge, skrænter og strandvolde. Den er sjælden eller mangler helt i resten af landet.
På Grötlingbo-odden, der ligger nær den sydlige spids af østkysten på Gotland, findes en stor strandeng. Her vokser arten sammen med bl.a. ene, alm. kællingetand, alm. star, tusindfryd, blågrøn star, fåresvingel, gul rundbælg, gul snerre, gåsepotentil, harril, håret høgeurt, knoldet mjødurt, kruset skræppe, krybhvene, kveller, lancetvejbred, markfrytle, markrødtop, rød svingel, sandkryb, Sesleria albicans (en art af blåaks), slap annelgræs, Spergularia salina (en art af hindeknæ), spydmælde, strandmalurt, strandvejbred, strandarve og trenervet snerre

## Anvendelse
Krybende potentil kan bruges som bunddække i en blomstereng eller – med forsigtighed – i et læhegn.